# Odemaro Buzio
Odemaro Buzio (Novara, ... – Novara, 10 aprile 1249) è stato un vescovo cattolico italiano.
Da certa biografia è indicato come Odemario Buzio.

## Biografia
Odemaro Buzio nacque a Novara, dove iniziò la propria carriera ecclesiastica. Qui infatti divenne, a partire dal 10 settembre 1195, canonico della chiesa di Santa Maria e successivamente divenne prevosto e arcidiacono della Cattedrale di San Gaudenzio di Novara.
Eletto vescovo di Novara il 1º ottobre 1235, morì in città il 10 aprile 1249 e venne sepolto nella Basilica dell'Isola di San Giulio.